# Ataaba
A ataaba (em árabe: عتابا) é uma forma musical árabe tradicional cantada em casamentos ou festivais e, às vezes, também por pessoas no trabalho. Popular no Líbano, Egito, Síria, Palestina e Jordânia, era originalmente um gênero beduíno, improvisado por um cantor de poetas solo que se acompanhava no rababa. Como parte da tradição da música tradicional palestina, os ataabas geralmente são tocados por um solista vocal, sem acompanhamento instrumental, que improvisa a melodia usando a poesia popular para o verso.
Cantada sem métricas em estrofes, composta por quatro linhas, a última palavra das três primeiras linhas são homônimas, cada uma com um significado diferente, criando um trocadilho. Em ambientes urbanos, a ataaba é frequentemente combinada com um refrão métrico chamado mījanā.
A ataaba também é usada pelas mulheres palestinas rurais para expressar tristeza ou reprovação. O tema mais comum de uma ataaba é o amor, embora elogios também sejam comuns. Temas menos comuns incluem instrução moral e descrições da natureza.

## Performances
A ataaba é uma das muitas tradições da música tradicional palestina que continua a ser realizada em casamentos e festivais em locais árabes em Israel, assim como por palestinos na Cisjordânia e na Faixa de Gaza. A ataaba e outras formas de poesia improvisada, como mawwal e mijana, têm sido usadas pelos palestinos desde os anos 1960, "para expressar indignação e pesar pela destruição e apropriação das aldeias palestinas pelos israelenses". Ataabas também é tocada por famosos cantores árabes, como o cantor e compositor libanês Wadih El Safi.